# Paint.NET
Paint.NET 또는 Paint.net(페인트 닷넷)은 2004년 5월 6일에 처음으로 발표된 닷넷 프레임워크 기반의 그래픽 소프트웨어이다. 이 소프트웨어는 마이크로소프트 윈도우용으로 워싱턴 주립 대학의 프로젝트로서 시작되어 마이크로소프트사의 지원과 함께 개발되었다. 주로 C#로 작성되어 있지만 인스톨러를 비롯한 몇몇 부분은 C++로 작성되어 있다.
초기에는 MIT 라이선스 하에 오픈 소스로 배포되었으나 2009년 11월 6일에 release된 3.5부터 라이선스 변경과 더불어 클로즈드 소스 소프트웨어가 되었다.

## 같이 보기
- 이미지 편집
- 자유-오픈 소스 소프트웨어 패키지 목록